# (192220) Эклей
(192220) Эклей (др.-греч. Οἰκλῆς) — типичный троянский астероид Юпитера, движущийся в точке Лагранжа L4, в 60° впереди планеты. Астероид был открыт 5 сентября 2007 года астрономами обсерватории Taunus и назван в честь Экла, одного из персонажей древнегреческой мифологии.

Орбита астероида Эклей и его положение в Солнечной системе